# إحكام الدلالة على تحرير الرسالة
إحكام الدلالة على تحرير الرسالة لشيخ الإسلام زكريا الأنصاري (824-926هـ) كتاب في علم التصوف والعقيدة، شرح فيه الرسالة القشيرية لأبي القاسم القشيري (376-465هـ). ويعد هذا الكتاب أحد الأعمال العلمية النفيسة التي حظيت بها الرسالة القشيرية، فقد بين فيه المؤلف بإحكام ودقة المعاني الجليلة التي انطلت عليها الرسالة، ولم يكن مجرد شرح لغوي مبتذل، ولا تفسيراً إشارياً عميقاً، أو عرضاً مخلاً، وتكراراً مملاً، ولكنه سلك مهيعاً قويماً، فشرح بالمزج والتضمين جاعلاً المتن والشرح بنسق واحد، بحيث يقرآن ممزوجين بعبارة واحدة.
يقول المؤلف زكريا الأنصاري في مقدمة الكتاب: